# Rotnackenarassari
Der Rotnackenarassari (Pteroglossus bitorquatus) ist eine Vogelart aus der Familie der Tukane. Sie kommt ausschließlich in Südamerika vor. Es handelt sich um sehr lebhaft gefärbte Vögel mit einem roten, olivgrünen und gelben Gefieder. Es werden mehrere Unterarten unterschieden.
Die IUCN stuft den Rotnackenarassari als  (=least concern - nicht gefährdet) ein. Genaue Bestandszahlen liegen nicht vor. Die Art wird jedoch in ihrem Verbreitungsgebiet als verhältnismäßig häufig beschrieben.

## Erscheinungsbild
Die Körperlänge adulter Rotnackenarassaris beträgt 37 bis 40 Zentimeter. Die Männchen der Nominatform erreichen eine Flügellänge zwischen 11,7 und 12,8 Zentimeter. Der Schwanz ist zwischen 12 und 14,1 Zentimeter lang. Die Schnabellänge beträgt 7,7 bis knapp 9,0 Zentimeter. Weibchen sind tendenziell etwas kleiner, der auffälligste Unterschied ist der deutlich kürzere Schnabel. Die Schnabellänge beträgt bei ihnen 6,6 bis 8,2 Zentimeter.
Adulte Männchen der Nominatform sind von der Stirn bis zum Nacken braunschwarz, die Ohrdecken und die Halsseiten sind braun, der obere Rücken ist kräftig rot, die Rückenseiten und der untere Rücken sind dunkelgrün. Der Rumpf ist kräftig rot, die Oberschwanzdecken sind dunkelgrün. Die Schwanzfedern sind dunkelgrün, die Federn weisen dunkle Schäfte auf. Das Kinn und die Kehle sind dunkelbraun, die Kinnfärbung geht bei einzelnen Individuen in ein Schwarz über. Die Kehle weist am unteren Ende ein schwarzes Band auf, daran grenzt ein blassgelbes Brustband an. Die übrige Brust ist rot gefiedert mit schwarzgrünlichen Federbasen. Die Brustseiten gehen in ein Olivgrün über. Der Bauch und die Unterschwanzdecken sind gelb. Die Weibchen sind ähnlich wie die Männchen gefärbt, jedoch fehlt bei ihnen eine schwarze Kehlfärbung entweder vollständig oder ist auf eine kleine Region begrenzt. Der Oberkopf ist bräunlicher, das gelbe Brustband ist schmaler.
Der Schnabel ist gebogen und läuft spitz aus. Der Oberschnabel ist gelblich, bei der Unterart P. b. sturmii ist die vordere Hälfte grünlich überwaschen. Der Unterschnabel ist bei der Nominatform und der Unterart P. b. reichenowi in der vorderen Hälfte weißlich. Die Spitze ist dagegen schwärzlich. Bei der Unterart P. b. sturmii ist der Unterschnabel sehr variabel gefärbt. Es kommen Individuen mit einem vollständig schwarzen Schnabel vor, viele haben jedoch einen Unterschnabel mit einer gelblichen Spitze.

## Verbreitungsgebiet
Das Verbreitungsgebiet des Rotnackenarassaris ist das südamerikanische Tiefland im südlichen Amazonasbecken. Es reicht vom Rio Madeira bis zur Atlantikküste und der Marajó-Insel und dem brasilianischen Bundesstaat Maranhão. Die Lebensraumansprüche des Rotnackenarassaris sind bislang nur unzureichend untersucht. Belegt ist sein Vorkommen in feuchten tropischen immergrünen Wäldern mit reichem Epiphytenwuchs sowie Wäldern entlang von Flussläufen und in älteren Sekundärwäldern. Entlang von bewaldeten Flussufern dringt er bis in die Cerrado vor.

## Lebensweise
Der Rotnackenarassari wird in Paaren sowie in kleinen Trupps beobachtet. Er hält sich überwiegend in Baumwipfeln auf, wo er nach verschiedenen Früchten sucht. Früchte machen den größten Teil seines Nahrungsspektrums aus. Über die Fortpflanzungsbiologie dieser Art ist nichts bekannt.

## Belege

### Einzelbelege
1. ↑   BirdLife Factsheet zum Rotnackenarassari, aufgerufen am 29. Dezember 2010
2. ↑   Lantermann, S. 126
3. ↑   Short et al., S. 377
4. ↑   Short et al., S. 376
5. ↑   Short et al., Farbtafel 25
6. ↑   Short et al., S. 378
7. ↑   Short et al., S. 378